# Epesi
EPESI jest serwerem aplikacji internetowych do budowania aplikacji CRM/ERP. Jego podstawa składa się z rozwiązania CRM, które pozwala na zarządzanie informacjami biznesowymi: gromadzenie, organizowanie i udostępnianie rekordów między osobami w firmie lub organizacji. W ten sposób system upraszcza komunikację wewnętrzną i sprawia, że przepływ pracy przebiega bardziej efektywnie. Jest on zbudowany na wysokopoziomowym, szybkim i lekkim frameworku PHP/AJAX, który został specjalnie stworzony w tym celu.

## Standardowe funkcje
Podstawowe funkcje obejmują aplikacje CRM, takie jak: wspólny kalendarz, lista zadań i książka adresowa, zintegrowany klient pocztowy Roundcube oraz unikalne rozwiązania, jak np. zaawansowany system uprawnień, łatwe wypełnianie formularza (Click2Fill), monitowanie zmian (Watchdog) oraz pełna historia zapisu.

## Rozszerzenia
Istnieje również wiele modułów rozszerzających funkcjonalność EPESI. Zajmują się one rozwiązaniami dla bardziej konkretnych potrzeb różnych rodzajów działalności gospodarczej.
Dzięki modułowej budowie, funkcjonalność podstawowych aplikacji CRM może być łatwo zmieniona i rozszerzona. Zarówno darmowe, jak i płatne aplikacje można uzyskać za pośrednictwem sklepu EPESI. Przykłady aplikacji: Zarządzanie listami, Kampanie E-mailowe, Magazyn, Sklep Internetowy.
Ponadto EPESI zawiera pomysły dotyczące rozwiązywania typowych problemów związanych z procesami biznesowymi wzorowanych na tych napotkanych przez 400 rzeczywistych firm i organizacji na obszarze Filadelfii przez okres 10 lat. Tak więc aplikacje dostępne w Sklepie EPESI są przetestowane w realnym życiu i nadal można je dostosowywać do innych potrzeb.
Ze względu na to że jest to aplikacja oparta na sieci web nie ma potrzeby dokonywania instalacji. Ponadto nie ma już potrzeby korzystania z e-maili – wszystkie dane są przechowywane w jednym miejscu, posegregowane i zhierarchizowane w pożądany sposób.
W jednym pakiecie z CRM zawarty jest wysoko poziomowy framework – zbiór bibliotek i modułów, które umożliwiają szybki rozwój nowych aplikacji. EPESI posiada również silnik CRUD wraz z zarządzaniem użytkownikami, lightboxami, formularzami, motywami i wieloma innymi funkcjonalnościami – wszystko dostępne ze wsparciem za pomocą forum.
Projekt został rozpoczęty w 2006 roku przez Telaxus LLC, szacowane koszty jego rozwinięcia sięgają 8 mln dolarów USD. Mimo tego, EPESI jako system open source na licencji MIT jest dostępny za darmo. Firma udostępnia hosting przeznaczony pod Epesi, dostarcza wsparcie techniczne oraz dokonuje implementacji i modyfikacji systemu pod konkretne zlecenia.